# Kōichi Tōchika
Kōichi Tōchika (遠近 孝一 Tōchika Kōichi?) es un actor de voz japonés que trabaja para Haikyo.

## Roles de voz notables

### Anime
- Lance en 07-Ghost (2009)
- Boxy Boy en PaRappa the Rapper
- Brindo y el joven Hody Jones en One Piece
- Check Mate e Ilioukhine en Kinnikuman Nisei (Ultimate Muscle)
- Arizona Governor en Eureka Seven Ao
- Yu Himura en Ef: A Fairy Tale of the Two
- En Daidouji en Brave Command Dagwon
- Erigor en Fairy Tail
- Minos de Grifo en Saint Seiya
- Go Hibiki en Speed Racer X
- Groundman en MegaMan NT Warrior
- Hawkmon en Digimon Adventure 02
- Hayato Marikoji en Himawari!
- Hawktor en Bakugan Battle Brawlers: Invasores de Gundalia
- Hazel Grouse en Saiyuki Reaload Gunlock
- I'm Sorry Masked Man y Nightmare en Bobobo
- Jenai en Chrono Crusade
- Ken Amafuji en Boku wa Konomama Kaeranai
- Kotaro Kakinouchi en Matantei Loki Ragnarok
- Mirai en Wagamama Fairy Mirmo de Pon!
- Neji Hyuga en Naruto
- Neji Hyuga en Naruto Shippuden
- Neji Hyuga en Boruto: Naruto Next Generations
- Norio en Monster Rancher
- Sentarō Kotsubaki en Bleach
- Pawn en Weiß Kreuz
- Peta en MÄR
- Raiha en Flame of Recca
- Rioroute Vilgyna en The Candidate for Goddess
- Ryō Shirogane en Tokyo Mew Mew
- Ryu Amakusa en Tantei Gakuen Q
- Ryunosuke Kurumi en HeartCatch PreCure!
- Comadreja en ¿Quién engañó a Roger Rabbit?
- Sentaro Kotsubaki y Yyfordt Granz en Bleach
- Shiba (joven) en Rave
- Shinji Kume en Kore ga Watashi no Goshūjin-sama
- Taishi Kuhonbutsu en Comic Party
- Taizo Kirisato/Padre de Nanaka en Nanaka 6/17
- Tigatron/TigerFalcon en Beast Wars
- Tommy Parsy, Señor Perro, Entrenador, y Ruby Green en la serie Snowboard Kids
- Tsuyoshi Wabba en Super Yo-Yo
- Toyohiro Kanedaichi en JoJo's Bizarre Adventure: Diamond Is Unbreakable[1]
- Wei Fei Li en Ayashi no Ceres
- Yokota en Uzumaki
- Yōsui en Fushigi Yūgi OVA 2

Tōchika también es conocido por su papel como actor de doblaje de Sumisu-san, スミスさん o "Señor Smith" en el CD de audio de la serie de libros de texto Japonés Para Gente Ocupada.

### Películas de Anime
- Hawkmon en Digimon Adventure: La última evolución Kizuna (2020)[2]
- Hawkmon en Digimon Adventure 02: The Beginning (2023)

### Televisión (Live-action/Drama)
- Mac Windy (Actor: Reuben Langdon)/B-Fighter Yanma en B-Fighter Kabuto
- Dangoron en B-Robo Kabutack
- Suction Force Pyma Beast Vampira (episodio 9) en Kyūkyū Sentai GoGo-V
- Bowling Org (episodio 28) en Hyakujū Sentai Gaoranger
- Thunder Ninja Unadaiko (episodio 24) en Ninpū Sentai Hurricaneger
- Trinoid 18 Rakopiman (episodio 29) en Bakuryū Sentai Abaranger
- Pukosian Jackil (episodio 31) en Tokusō Sentai Dekaranger
- Commander Adolokuss en Genseishin Justiriser
- Savage Sky Barbaric Machine Beast Lenz Banki (episodio 9) en Engine Sentai Go-onger
- Secret Lantern Daigoyou en (episodios 28-49) Samurai Sentai Shinkenger
- Secret Lantern Daigoyou en Samurai Sentai Shinkenger vs. Go-onger: GinmakuBang!!
- Secret Lantern Daigoyou en Samurai Sentai Shinkenger Returns
- Secret Lantern Daigoyou en Tensou Sentai Goseiger vs. Shinkenger: Epic on Ginmaku

### CD de Drama
- Gaki no Ryoubun series 6: Manatsu no Zankyou
- Mayonaka ni Oai Shimashou (Midori Kaidouji)
- Miscast series (Nanase Aikou)
- Ourin Gakuen series 1: Ikenai Seitokaishitsu (Fumitoshi Sakai)
- Ourin Gakuen series 2: Ai no Sainou (Fumitoshi Sakai)
- Yume wa Kirei ni Shidokenaku (Mamoru Ichinomiya)

### Doblaje
- ¿Le Temes a la Oscuridad? (Ross Hull)
- Das Boot, Bootsmann Lamprecht (Uwe Ochsenknecht)
- Joy Ride 2: Dead Ahead, Bobby Lawrence (Nick Zano)[3]

### Videojuegos
2016-presente Sonic the Hedgehog (serie), Antoine